# Машвина
Машвина је насељено место у општини Раковица, на Кордуну, Карловачка жупанија, Република Хрватска.

## Географија
Машвина се налази око 7 км североисточно од Раковице.

## Историја
Машвина се од распада Југославије до августа 1995. године налазила у Републици Српској Крајини. До територијалне реорганизације у Хрватској налазила се у саставу бивше велике општине Слуњ.

## Становништво
Према попису становништва из 2011. године, насеље Машвина је имало 4 становника.

### Број становника по пописима
| Националност   | 2001. | 1991. | 1981. | 1971. | 1961. | 1953. | 1948. | 1931. | 1921. | 1910. | 1900. | 1890. | 1880. | 1869. | 1857. |
| бр. становника | 6     | 191   | 319   | 95    | 129   | 144   | 140   | 483   | 518   | 579   | 627   | 594   | 611   | 808   | 454   |

- напомене:

Садржи податке за бивше насеље Доња Машвина које је од 1890. до 1948. исказивано као насеље. У 2001. смањено издвајањем насеља Јамарје, Липовац и Стара Кршља. У 1880. те у 1981. и 1991. садржи податке за насеље Липовац, а 1981. и 1991. податке за насеља Јамарје и Стара Кршља.

### Национални састав
Миграциони процеси у селу су се одвијали двосмерно. Срби и Хрвати су се исељавали, а Муслимани (који су почели да се насељавају после Другог светског рата из суседне аграрно пренасељене Цазинске крајине у Босни) досељавали.
| Националност       | 2001. | 1991.        | 1981.        | 1971.        | 1961.        |
| Срби               | %     | 110 (57,59%) | 129 (40,43%) | 283 (70,04%) | 489 (78,74%) |
| Хрвати             | %     | 29 (15,18%)  | 64 (20,06%)  | 85 (21,03%)  | 128 (20,61%) |
| Југословени        | %     | 0            | 41 (12,85%)  | 0            | 0            |
| остали и непознато | %     | 52 (27,22%)  | 85 (26,64%)  | 36 (8,91%)   | 4 (0,64%)    |
| Укупно             | 6     | 191          | 319          | 404          | 621          |

- У табели: Национални састав, за пописне године од 1961. до 1991. садржани су подаци за новоформирана насеља: Јамарје, Липовац и Стара Кршља.